# ناحیه نارووال
ناحیه نارووال (به انگلیسی: Narowal District) یکی از ناحیه‌های پاکستان در پاکستان است که در پنجاب واقع شده‌است. ناحیه نارووال ۲٬۳۳۷ کیلومتر مربع مساحت و ۱٬۷۰۹٬۷۵۷ نفر جمعیت دارد.